# The Happy Ending (film 1925)
The Happy Ending è un film muto del 1925 diretto da George A. Cooper. È il film d'esordio di Benita Hume.

## Trama
Mildred Craddock è costretta ad allevare da sola i suoi tre figli dopo che il marito è se n'è andato da casa. Per giustificare la sua sparizione, dice a tutti che è morto. I bambini e i vicini di casa credono che sia un eroe, annegato mentre stava salvando un altro uomo. Quando però il marito, dopo alcuni anni, ritorna, si rivela un tipo poco raccomandabile: tenta di ricattare la moglie e cerca di traviare il figlio più grande, portandolo su una cattiva strada. Alla fine, risolve di andarsene via per sempre. Prima, però, si ferma per salvare un tizio che sta annegando.

## Produzione
Il film fu prodotto dalla Gaumont British Picture Corporation.

## Distribuzione
Distribuito dalla Gaumont British Distributors, il film uscì nelle sale cinematografiche britanniche nel gennaio 1925.